# سوئیت‌واتر (اکلاهما)
سوئیت‌واتر(به انگلیسی: Sweetwater) شهری در ایالت اکلاهما کشور ایالات متحده آمریکا است که جمعیت آن در سرشماری سال ۲۰۱۰ میلادی، ۸۷ نفر بوده‌است.